# Yến đuôi nhọn phao câu bạc
Rhaphidura leucopygialis là một loài chim trong họ Apodidae.